# Apocephalus paraponerae
Apocephalus paraponerae är en tvåvingeart som beskrevs av Borgmeier 1958. Apocephalus paraponerae ingår i släktet Apocephalus och familjen puckelflugor. Inga underarter finns listade i Catalogue of Life.